# 天才てれびくんシリーズの出演者・登場キャラクター
天才てれびくんシリーズの出演者・登場キャラクター（てんさいてれびくんシリーズのしゅつえんしゃ・とうじょうキャラクター）は、NHK教育テレビで放送されている『天才てれびくんシリーズ』の出演者と架空のキャラクター（メインやコーナーのCGキャラクター〈デジタルメインパペット・デジタルパペット〉）について記述する。
1993年度 1994年度 1995年度 1996年度 1997年度 1998年度 1999年度 2000年度 2001年度 2002年度
2003年度 2004年度 2005年度 2006年度 2007年度 2008年度 2009年度 2010年度 2011年度 2012年度
2013年度 2014年度 2015年度 2016年度 2017年度 2018年度 2019年度 2020年度 2021年度 2022年度
2023年度 2024年度 2025年度

## 主要出演者一覧
| 番組名 | 年度 | 総合司会                         | メインキャラクター             | その他                                                         | ナレーション       |
| ------ | ---- | -------------------------------- | ------------------------------ | -------------------------------------------------------------- | ------------------ |
| 無印1  | 1993 | ダチョウ倶楽部                   | てっちゃん（声：中村哲志）     |                                                                | 中村秀利           |
| 無印1  | 1994 | ダチョウ倶楽部                   | てっちゃん（声：中村哲志）     |                                                                | 中村秀利           |
| 無印1  | 1995 | ダチョウ倶楽部                   | 玉三郎（声：梅津秀行）         | バカルディ                                                     | 中村秀利           |
| 無印1  | 1996 | キャイ〜ン                       | てっちゃん（声：中村哲志）     |                                                                | 関俊彦             |
| 無印1  | 1997 | キャイ〜ン                       | てつまろ（声：中尾隆聖）       |                                                                | 関俊彦             |
| 無印1  | 1998 | 山崎邦正、リサ・ステッグマイヤー | TKくん（声：千葉繁）           |                                                                | 関俊彦             |
| ワイド | 1999 | 山崎邦正、リサ・ステッグマイヤー | TKくん2（声：千葉繁）          |                                                                | 関俊彦             |
| ワイド | 2000 | 山崎邦正、リサ・ステッグマイヤー | エバラン（声：江原正士）       | 西村朋紘                                                       |                    |
| ワイド | 2001 | 角田信朗、山川恵里佳             | モンゴ（声：中尾隆聖）         | 園部啓一                                                       |                    |
| ワイド | 2002 | 極楽とんぼ                       | ブッチョー部長（声：坂口候一） | 鈴木琢磨                                                       |                    |
| MAX    | 2003 | TIM                              | タマ部長（声：坂口候一）       | 鈴木琢磨                                                       |                    |
| MAX    | 2004 | TIM                              | ラビ零号（声：坂口候一）       | 鈴木琢磨                                                       |                    |
| MAX    | 2005 | TIM                              | おんつくん（声：堀本等）       | 鈴木琢磨                                                       |                    |
| MAX    | 2006 | TIM                              | おんつ8世（声：久嶋志帆）      | 鈴木琢磨                                                       | 井上マー、山口美沙 |
| MAX    | 2007 | 安田大サーカス                   | もんじ（声：久嶋志帆）         | 鈴木琢磨                                                       | ハリセンボン       |
| MAX    | 2008 | 安田大サーカス                   | もんじ（声：久嶋志帆）         | 鈴木琢磨                                                       | ハリセンボン       |
| MAX    | 2009 | 照英、西山茉希                   | スミッコ（演：にしおかすみこ） |                                                                | ハリセンボン       |
| MAX    | 2010 | ガレッジセール                   |                                | 長友光弘、木下優樹菜                                           |                    |
| 大!    | 2011 | 出川哲朗、鈴木あきえ             | 出川ロボ                       | 古坂大魔王 ふかわりょう                                        | 垂木勉             |
| 大!    | 2012 | 出川哲朗、鈴木あきえ             | 出川ロボ                       | 古坂大魔王 ふかわりょう                                        | 垂木勉             |
| 大!    | 2013 | 出川哲朗、鈴木あきえ             | 出川ロボ                       | 古坂大魔王 ふかわりょう                                        | 垂木勉             |
| Let's  | 2014 | 大野拓朗、虎南有香               | どちゃもん                     | 蝶野正洋 オリエンタルラジオ                                    | 三木眞一郎         |
| Let's  | 2015 | 大野拓朗、虎南有香               | どちゃもん                     | 蝶野正洋 オリエンタルラジオ                                    | 三木眞一郎         |
| Let's  | 2016 | 大野拓朗、虎南有香               | どちゃもん                     | 蝶野正洋 オリエンタルラジオ                                    | 三木眞一郎         |
| YOU    | 2017 | 立花裕大、小島梨里杏             | もじもん                       | 西川貴教 千鳥                                                  | 子安武人           |
| YOU    | 2018 | 立花裕大、小島梨里杏             | もじもん                       | 西川貴教 千鳥                                                  | 子安武人           |
| YOU    | 2019 | 立花裕大、小島梨里杏             | もじもん                       | 西川貴教 千鳥                                                  | 子安武人           |
| hello, | 2020 | みやぞん                         | あどミン（声：新谷真弓）       | 高橋メアリージュン（2020 - 2021） 向井慧 ぺこぱ（2021 - 2022） | 木村昴             |
| hello, | 2021 | みやぞん                         | あどミン（声：新谷真弓）       | 高橋メアリージュン（2020 - 2021） 向井慧 ぺこぱ（2021 - 2022） | 木村昴             |
| hello, | 2022 | みやぞん                         | あどミン（声：新谷真弓）       | 高橋メアリージュン（2020 - 2021） 向井慧 ぺこぱ（2021 - 2022） | 木村昴             |
| 無印2  | 2023 | ティモンディ                     | ジオノコ                       | 王林                                                           | 木村昴             |
| 無印2  | 2024 | ティモンディ                     | ジオノコ                       | 王林                                                           | 木村昴             |
| 無印2  | 2025 | ティモンディ                     | ジオノコ                       | 王林                                                           | 木村昴             |

## 天才てれびくん（第1作）

### 1993年度
放送期間
- 1993年4月5日 - 1994年3月31日

司会
- ダチョウ倶楽部（おあいこトリオ）
  - 寺門ジモン（グースケ）
  - 肥後克広（チョッキー）
  - 上島竜兵（パータン）

リポーター
- ペコちゃん

てれび戦士
- クリスティー・コーサル（小学5年生）
- 須山彩（小学5年生）
- 栗山祐哉（小学4年生）
- 清野努（小学4年生）
- 小林一裕（小学3年生）
- 山口美沙（小学3年生）
- 中條慎太郎（小学2年生）
- 田原加奈子（小学2年生）
- ジェニファー・ハースト（小学2年生）

メインCGキャラクター
- てっちゃん（声：中村哲志、番組プロデューサー）

コーナー出演
ポコ・ア・ポコ
- タケカワユキヒデ
- 石井明日香（小学3年生）
- 石川磨依（小学5年生）
- 井上愛香
- 岡沢千穂梨
- 金子麻里（小学3年生）
- 草村麻利子（小学2年生）
- 倉沢桃子（小学2年生）
- 小泉真由美
- 糀本季央
- 斎藤恵里奈
- 菅原彩
- 鈴木加奈枝（小学4年生）
- 寺嶋あゆみ
- 富樫麻里
- 中村友里子（小学6年生）
- 西村有香
- 平野春花
- 藤田あゆ
- 藤村陽子
- 細谷麻衣（小学3年生）
- 本多沙由里
- 三浦遊

ゆけゆけデンジャラス
- デンジャラス
  - ノッチ
  - 安田和博

### 1994年度
放送期間
- 1994年4月4日 - 1995年3月30日

司会
- ダチョウ倶楽部（おあいこトリオ）
  - 寺門ジモン（グースケ）
  - 肥後克広（チョッキー）
  - 上島竜兵（パータン）

リポーター
- ペコちゃん

てれび戦士
- クリスティー・コーサル（小学6年生）
- 須山彩（小学6年生）
- 栗山祐哉（小学5年生）
- 清野努（小学5年生）
- 小林一裕（小学4年生）
- 山口美沙（小学4年生）
- 中條慎太郎（小学3年生）
- 田原加奈子（小学3年生）
- ジェニファー・ハースト（小学3年生）

メインCGキャラクター
- てっちゃん（声:中村哲志）

コーナー出演
ポコ・ア・ポコ
- タケカワユキヒデ
- 伊集院光
- 石川磨依（小学6年生）
- 鈴木加奈枝（小学5年生）
- 中村友里子（中学1年生）

ジーンダイバー
- 安藤一志（中学1年生）
- 鹿島かんな（小学6年生）

転校生マオ
- 雨宮章郎
- 新井健
- 柴田綾太
- 杉山丈二（小学6年生）
- 小野智子（中学1年生）
- 金沢明蘭（小学5年生）
- 清水真実（中学1年生）
- 立澤貴明（小学5年生）
- 立澤真明（小学1年生）
- 便辺弁
- 翠敏夫

ミステリーの館
- 高田瑞紀（小学6年生）
- 岡本康行（小学6年生）
- 西坂やすよ（中学1年生）
- 前田愛（小学5年生）

### 1995年度
1995年度の新人てれび戦士は1995年4月24日（第4週月曜日）加入。
放送期間
- 1995年4月4日 - 1996年3月29日（高校野球による番組休止のため年度初回が火曜日）

司会
- ダチョウ倶楽部（おあいこトリオ）
  - 寺門ジモン（グースケ）
  - 肥後克広（チョッキー）
  - 上島竜兵（パータン）

クイズ電脳バトラー（金曜版）
- バカルディ
  - 大竹一樹
  - 三村マサカズ

リポーター
- ペコちゃん

てれび戦士
- クリスティー・コーサル（中学1年生）
- 須山彩（中学1年生）
- 栗山祐哉（小学6年生）
- 小林三義（小学6年生）
- 清野努（小学6年生）
- 漆野友美（小学6年生）
- 三星眞奈美（小学6年生）
- 小林一裕（小学5年生）
- 阿部七絵（小学5年生）
- 山口美沙（小学5年生）
- ウエンツ瑛士（小学4年生）
- 斉藤拓実（小学4年生）
- 中條慎太郎（小学4年生）
- 田原加奈子（小学4年生）
- ジェニファー・ハースト（小学4年生）
- 渋谷桃子（小学3年生）
- 相ヶ瀬龍史（小学2年生）

メインCGキャラクター
- 玉三郎（声：梅津秀行）

コーナー出演
ポコ・ア・ポコ
- タケカワユキヒデ
- 篠原麻里（小学5年生）
- 冨貴塚桂香（小学5年生）
- 星野涼子（小学4年生）

ミステリートラベラー
- 藤間宇宙（小学5年生）
- 渡邉まゆみ（小学6年生）

悪夢の王
- 新井健
- 杉山丈二（中学1年生）
- 岡本康行（中学1年生）
- 鹿島かんな（中学1年生）
- 前田亜季（小学4年生）
- 樋浦勉
- 藤本かをる
- 前田倫子
- 高取茉南
- 安室満樹子

### 1996年度
放送期間
- 1996年4月8日 - 1997年4月4日

司会
- キャイ〜ン
  - ウド鈴木
  - 天野ひろゆき

リポーター
- 早瀬ちさと

てれび戦士
- 栗山祐哉（中学1年生）
- 鈴木愛可（中学1年生）
- 保里優紀（中学1年生）
- 生田斗真（小学6年生）
- 佐藤北斗（小学6年生）
- 阿部七絵（小学6年生）
- 大塚清華（小学6年生）
- 篠原麻里（小学6年生）
- ジェニファー・ペリマン（小学6年生）
- 伊東亮輔（小学5年生）
- ウエンツ瑛士（小学5年生）
- 坂田慎一郎（小学5年生）
- ジャスミン・アレン（小学5年生）
- 前田亜季（小学5年生）
- 棚橋由希（小学4年生）
- 相ヶ瀬龍史（小学3年生）
- 饗場詩野（小学2年生）

メインCGキャラクター
- てっちゃん（声：中村哲志）

コーナー出演
天てれスラムキング
- 陸川章

### 1997年度
放送期間
- 1997年4月8日 - 1998年4月3日（高校野球による番組休止のため年度初回が火曜日）

司会
- キャイ〜ン
  - ウド鈴木
  - 天野ひろゆき

リポーター
- 早瀬ちさと

てれび戦士
- 生田斗真（中学1年生）
- 阿部七絵（中学1年生）
- 篠原麻里（中学1年生）
- ジェニファー・ペリマン（中学1年生）
- 伊東亮輔（小学6年生）
- ウエンツ瑛士（小学6年生）
- ジャスミン・アレン（小学6年生）
- 前田亜季（小学6年生）
- 伊藤俊輔（小学5年生）
- 棚橋由希（小学5年生）
- 松川佳以（小学5年生）
- 相ヶ瀬龍史（小学4年生）
- 海道亮平（小学4年生）
- 橋田紘緒（小学4年生）
- 松浦顕一郎（小学4年生）
- 田中樹里（小学4年生）
- 饗場詩野（小学3年生）

メインCGキャラクター
- てっちゃん（声：中村哲志）
- てつまろ（声：中尾隆聖）

コーナー出演
3年B組天八先生
- さとうふみのり

ヨッちゃん・斗真のギター全力投球
- 野村義男

救命戦士ナノセイバー
- 大滝貴也（小学6年生）
- 木村高人（中学2年生）
- 新保はる奈（中学1年生）
- 玉城真由美（中学1年生）

妖怪すくらんぶる
- 牟田将士（小学6年生）
- 井上知香（小学6年生）
- KIBA
- 寺床秀太

笑わん殿下
- げんしじん

### 1998年度
放送期間
- 1998年4月6日 - 1999年4月2日

司会
- 山崎邦正
- リサ・ステッグマイヤー

てれび戦士
- ウエンツ瑛士（中学1年生）
- ジャスミン・アレン（中学1年生）
- 伊藤俊輔（小学6年生）
- 棚橋由希（小学6年生）
- 松川佳以（小学6年生）
- 海道亮平（小学5年生）
- 橋田紘緒（小学5年生）
- ジェームス・マーティン（小学5年生）
- 松浦顕一郎（小学5年生）
- 田中樹里（小学5年生）
- 安藤奏（小学4年生）
- 饗場詩野（小学4年生）
- 中田あすみ（小学4年生）
- ダーブロウ有紗（小学4年生）
- 佐久間信子（小学4年生）
- 山元竜一（小学3年生）

メインCGキャラクター
- TKくん（声：千葉繁）

コーナー出演
ミュージックてれびくん
- タケカワユキヒデ

ザ・ゴーストカンパニー
- 入沢大聖（中学1年生）
- 立澤真明（小学5年生）
- 杉本文乃（中学1年生）
- 長江英和
- 二瓶正也
- 藤村俊二
- 穴井夕子

卓球一直線
- 中村美佳（小学5年生）
- 渋谷浩

TTKダンスプロジェクト
- 谷口紗耶香（小学6年生）
- 前泊理花（小学5年生）
- T-ASADA

海道が行く
- げんしじん

## 天才てれびくんワイド

### 1999年度
放送期間
- 1999年4月5日 - 2000年3月30日

司会
- 山崎邦正
- リサ・ステッグマイヤー

てれび戦士
- ウエンツ瑛士（中学2年生）
- ジャスミン・アレン（中学2年生）
- 石部里紗（中学2年生）
- 大沢あかね（中学2年生）
- 伊藤俊輔（中学1年生）
- 棚橋由希（中学1年生）
- 橋田紘緒（小学6年生）
- 福田亮太（小学6年生）
- ジェームス・マーティン（小学6年生）
- 饗場詩野（小学5年生）
- 中田あすみ（小学5年生）
- ダーブロウ有紗（小学5年生）
- モニーク・ローズ（小学5年生）
- 佐久間信子（小学5年生）
- 山元竜一（小学4年生）
- 須田泰大（小学3年生）
- 安斎舞（小学3年生）
- 徐桑安（小学3年生）

メインCGキャラクター
- TKくん2（声：千葉繁）
- TK子（声:くじら）

コーナー出演
TTK裁判所
- げんしじん

転校生をさがせ!天てれメッセンジャー
- くまいもとこ（前期）
- げんしじん（後期）

天てれ俳句道場
- せがわきり
- 夏井いつき

なりきりシンガーズ
- 清水ミチコ

### 2000年度
放送期間
- 2000年4月3日 - 2001年3月29日

司会
- 山崎邦正
- リサ・ステッグマイヤー

てれび戦士
- 伊藤俊輔（中学2年生）
- 橋田紘緒（中学1年生）
- 福田亮太（中学1年生）
- 石田比奈子（中学1年生）
- 逵優希（中学1年生）
- 熊木翔（小学6年生）
- エバンス太郎（小学6年生）
- 饗場詩野（小学6年生）
- 中田あすみ（小学6年生）
- ダーブロウ有紗（小学6年生）
- モニーク・ローズ（小学6年生）
- 佐久間信子（小学6年生）
- 山元竜一（小学5年生）
- 松下博昭（小学5年生）
- 俵有希子（小学5年生）
- 須田泰大（小学4年生）
- 徐桑安（小学4年生）
- 安齊舞（小学4年生） - 本年度芸名を安斎舞より改名
- ローブリィ翔（小学3年生）
- 村田千宏（小学3年生）

メインCGキャラクター
- エバラン（声：江原正士）

コーナー出演
TTK裁判所
- げんしじん

なりきりシンガーズ
- 清水ミチコ

ヒットをねらえ
- 広瀬香美

魔界探偵
- 伊達直斗
- 谷口絵梨

天てれスタジアム
- なすび

### 2001年度
放送期間
- 2001年4月2日 - 2002年3月28日

司会
- 角田信朗
- 山川恵里佳

てれび戦士
- 熊木翔（中学1年生）
- エバンス太郎（中学1年生）
- 中田あすみ（中学1年生）
- ダーブロウ有紗（中学1年生）
- モニーク・ローズ（中学1年生）
- 山元竜一（小学6年生）
- 俵有希子（小学6年生）
- 岩井七世（小学6年生）
- 村上東奈（小学6年生）
- 井出卓也（小学5年生）
- 松井蘭丸（小学5年生）
- 竪山隼太（小学5年生）
- 安齊舞（小学5年生）
- 俵小百合（小学5年生）
- ローブリィ翔（小学4年生）
- 村田ちひろ（小学4年生） - 本年度芸名を村田千宏より改名
- 中村有沙（小学3年生）
- 八木俊彦（小学2年生）
- 豕瀬志穂（小学2年生）

メインCGキャラクター
- モンゴ（声:中尾隆聖）

コーナー出演
TTK情報室
- げんしじん

TTK ROCKS
- 種ともこ

天てれスタジアム
- なすび

魔界同盟
- 伊達直斗
- 金澤あかね
- ジャスミン・アレン

王子 やぎっち様
- どーよ
  - テル
  - ケンキ

ミュージックてれびくん
- ジャスミン・アレン（高校1年生）
- 佐久間信子（中学1年生）
- 伊藤俊輔（中学3年生）

### 2002年度
2002年12月11日に極楽とんぼが山本の不祥事（書類送検の発覚）で降板。『天才てれびくん10周年記念スペシャル』ではてれび戦士の熊木翔と山元竜一が、『ミュージックてれびくんスーパーライブ2003』では間寛平と先代司会者の山川恵里佳がそれぞれ司会進行を担当。
放送期間
- 2002年4月8日 - 2003年4月3日

司会
- 極楽とんぼ
  - 加藤浩次（Dカトウ）
  - 山本圭壱（ADヤマモト）

てれび戦士
- 熊木翔（中学2年生）
- 山元竜一（中学1年生）
- 俵有希子（中学1年生）
- 岩井七世（中学1年生）
- 村上東奈（中学1年生）
- 井出卓也（小学6年生）
- 松井蘭丸（小学6年生）
- ブライアン・ウォルターズ（小学6年生）
- 安齊舞（小学6年生）
- 俵小百合（小学6年生）
- 白木杏奈（小学6年生）
- ローブリィ翔（小学5年生）
- 堀江幸生（小学5年生）
- マイケル・メンツァー（小学5年生）
- 村田ちひろ（小学5年生）
- 飯田里穂（小学5年生）
- 中村有沙（小学4年生）
- ジョアン・ヤマザキ（小学4年生）
- 八木俊彦（小学3年生）
- 豕瀬志穂（小学3年生）

メインCGキャラクター
- ブッチョー部長（声:坂口候一）

コーナー出演
MTKクラシック
- ジャスミン・アレン（高校2年生）

不思議調査隊
- 王様

天てれスタジアム
- なすび
- げんしじん

やぎっち法典
- 清水ミチコ
- 中村光利
- 簗瀬憲光
- どーよ
  - テル
  - ケンキ

ドラムカンナの冒険
- 菅谷智春
- 井端珠里

SF(?!)スペース新喜劇ラフィン★スター
- 間寛平
- 山川恵里佳

## 天才てれびくんMAX

### 2003年度
放送期間
- 2003年4月7日 - 2004年4月1日

司会
- TIM
  - レッド吉田
  - ゴルゴ松本

てれび戦士
- 山元竜一（中学2年生）
- 岩井七世（中学2年生）
- 井出卓也（中学1年生）
- ブライアン・ウォルターズ（中学1年生）
- 白木杏奈（中学1年生）
- 俵小百合（中学1年生）
- ド・ランクザン望（小学6年生）
- 堀江幸生（小学6年生）
- 前田公輝（小学6年生）
- マイケル・メンツァー（小学6年生）
- 飯田里穂（小学6年生）
- 堀口美咲（小学6年生）
- 村田ちひろ（小学6年生）
- ジョアン・ヤマザキ（小学5年生）
- 中村有沙（小学5年生）
- 八木俊彦（小学4年生）
- 豕瀬志穂（小学4年生）
- 桜井結花（小学4年生）
- 張沢紫星（小学3年生）
- 近藤エマ（小学3年生）
- 川﨑樹音（小学2年生）

メインCGキャラクター
- タマ部長（声:坂口候一）

コーナー出演
なりきりシンガーズ
- 清水ミチコ

こちらHK学園笑芸部!
- 間寛平
- 山川恵里佳
- どーよ
  - テル
  - ケンキ

天てれスタジアム 戦国フリースロー
- 石田靖

コーナーCGキャラクター
- エトワール（声:高田由美） - 木曜ゲームゾーン

### 2004年度
世界観に合わせてチーム制開始（司会もチームに所属される（名義横に表記）、2005年度以降についても同様）
放送期間
- 2004年4月5日 - 2005年3月31日

司会
- TIM
  - レッド吉田 - レッド隊長（R.G.）
  - ゴルゴ松本 - ゴルゴ伯爵（U.W.F.）

てれび戦士
- R.G.（レインボー・ガーディアンズ）
  - 井出卓也（中学2年生）
  - 白木杏奈（中学2年生）
  - 前田公輝（中学1年生）
  - 村田ちひろ（中学1年生）
  - バーンズ勇気（小学6年生）
  - ジョアン・ヤマザキ（小学6年生）
  - 橋本甜歌（小学5年生）
  - 千秋レイシー（小学4年生）
  - 浅野優梨愛（小学4年生）
  - 川﨑樹音（小学3年生）

- U.W.F.（アンダーワールドファミリー）
  - ド・ランクザン望（中学1年生）
  - 堀江幸生（中学1年生）
  - 飯田里穂（中学1年生）
  - 洸太レイシー（小学6年生）
  - 篠原愛実（小学6年生）
  - 中村有沙（小学6年生）
  - 髙橋郁哉（小学5年生）
  - 伊倉愛美（小学5年生）
  - 張沢紫星（小学4年生）
  - 近藤エマ（小学4年生）

メインCGキャラクター
- ラビ零号・ラビ4.8号・ラビ55号・鬼ラビ（声:坂口候一）
- ラビ88号・Dr.ラビ∞号（声:高田由美）
- ラビロボ（声:?、コーナーにより登場するキャラが変わっていた）

コーナー出演
ドラマ（月-水）
- 秋山恵
- 加藤夏希

紙フトタッチダウン（水曜日）
- どーよ
  - テル
  - ケンキ
- 大澤幹朗

天てれゲームゾーン
- 簗瀬憲光

### 2005年度
放送期間
- 2005年4月4日 - 2006年3月30日

司会
- TIM
  - レッド吉田 - レッド長官（スチームナイツ）
  - ゴルゴ松本 - ゴルゴ男爵（ジョーキマホーンズ）

てれび戦士
- スチームナイツ（SK）
  - 前田公輝（中学2年生）
  - 飯田里穂（中学2年生）
  - バーンズ勇気（中学1年生）
  - 篠原愛実（中学1年生）
  - 髙橋郁哉（小学6年生）
  - 木内江莉（小学6年生）
  - 木村遼希（小学5年生）
  - 浅野優梨愛（小学5年生）
  - 近藤エマ（小学5年生）
  - 藤本七海（小学5年生）
  - 藤田ライアン（小学4年生）

- ジョーキマホーンズ（JM）
  - ド・ランクザン望（中学2年生）
  - 村田ちひろ（中学2年生）
  - 洸太レイシー（中学1年生）
  - 永島謙二郎（小学6年生）
  - 伊倉愛美（小学6年生）
  - 橋本甜歌（小学6年生）
  - 千秋レイシー（小学5年生）
  - 一木有海（小学5年生）
  - 木内梨生奈（小学5年生）
  - 笠原拓巳（小学4年生）
  - 川﨑樹音（小学4年生）

メインCGキャラクター
- おんつくん（声：堀本等）

コーナー出演
紙フトタッチダウン（水曜日）
- どーよ
  - テル
  - ケンキ
- 大澤幹朗

### 2006年度
放送期間
- 2006年4月3日 - 2007年3月29日

司会
- TIM
  - レッド吉田 - レッド司令（スチームナイツ）
  - ゴルゴ松本 - ゴルゴ団長（ジョーキマホーンズ）

ハッピー木曜!（木曜日）
- 井上マー
- 山口美沙

てれび戦士
- スチームナイツ（SK）
  - バーンズ勇気（中学2年生）
  - 篠原愛実（中学2年生）
  - 髙橋郁哉（中学1年生）
  - 大木梓彩（中学1年生）
  - 木内江莉（中学1年生）
  - 千秋レイシー（小学6年生）
  - 一木有海（小学6年生）
  - 藤本七海（小学6年生）
  - 小関裕太（小学5年生）
  - 千葉一磨（小学5年生）
  - 細田羅夢（小学5年生）
  - 加藤ジーナ（小学4年生）

- ジョーキマホーンズ（JM）
  - 洸太レイシー（中学2年生）
  - 永島謙二郎（中学1年生）
  - 伊倉愛美（中学1年生）
  - 橋本甜歌（中学1年生）
  - 木村遼希（小学6年生）
  - 日向滉一（小学6年生）
  - 木内梨生奈（小学6年生）
  - 細川藍（小学6年生）
  - 渡邊エリー（小学6年生）
  - 笠原拓巳（小学5年生）
  - 藤田ライアン（小学5年生）
  - 川﨑樹音（小学5年生）

メインCGキャラクター
- おんつ8世（声：久嶋志帆） - 前年度のキャラから｢おんつくん」と呼ばれている
- みみぃ、びびん★（声：成田紗矢香）
- ∞（ムゲン）（声：千葉繁）

コーナー出演
紙フトタッチダウン（水曜日）
- 井上マー
- 伊藤真奈美
- 大澤幹朗

新ユゲデール物語
- 楠本柊生
- 岡西里奈
- 後藤理沙

### 2007年度
放送期間
- 2007年4月2日 - 2008年3月27日

司会（今年度のみ司会がチームに所属していない）
- 安田大サーカス（くろひろ団） - 月 - 水曜日
  - 団長 - ダンチョ団長。安田団長と表記。
  - クロちゃん - クロ教官
  - HIRO - ヒロ委員長

ウキウキ木曜!（木曜日）
- ハリセンボン
  - 近藤春菜 - こんどん
  - 箕輪はるか - みのぽー

てれび戦士
- Uto（ユート）
  - 日向滉一（中学1年生）
  - 一木有海（中学1年生）
  - 細川藍（中学1年生）
  - 笠原拓巳（小学6年生）
  - 細田羅夢（小学6年生）
  - 小関裕太（小学6年生）
  - 千葉一磨（小学6年生）
  - 藤井千帆（小学6年生）
  - 丸山瀬南（小学5年生）
  - メロディー・チューバック（小学5年生）
  - 鍋本帆乃香（小学5年生）
  - ミッチェル・ベンジャミン（小学4年生）

- Lets（レッツ）
  - 木村遼希（中学1年生）
  - 千秋レイシー（中学1年生）
  - 木内梨生奈（中学1年生）
  - 渡邊エリー（中学1年生）
  - 渡邉聖斗（小学6年生）
  - 長谷川あかり（小学6年生）
  - 藤田ライアン（小学6年生）
  - 川﨑樹音（小学6年生）
  - 荒木次元（小学5年生）
  - 吉野翔太（小学5年生）
  - 加藤ジーナ（小学5年生）
  - 松尾瑠璃（小学4年生）

メインCGキャラクター
- もんじ（声：久嶋志帆）
- いりか（声：成田紗矢香）

コーナー出演
紙フトタッチダウン（水曜日）
- 井上マー
- 大澤幹朗

### 2008年度
チーム制最終年度
放送期間
- 2008年3月31日 - 2009年3月26日

司会
- 安田大サーカス（くろひろ団） - 月 - 水曜日
  - 団長 - ダンチョ団長（HooJya）。安田団長と表記
  - クロちゃん - クロ教官（MinaLica）
  - HIRO - ヒロ委員長（DoRick）

ウキウキ木曜!（木曜日）
- ハリセンボン
  - 近藤春菜（こんどん）
  - 箕輪はるか（みのぽー）

てれび戦士
- DoRick（ドリック）
  - 笠原拓巳（中学1年生）
  - 藤井千帆（中学1年生）
  - 吉野翔太（小学6年生）
  - 重本ことり（小学6年生）
  - メロディー・チューバック（小学6年生）
  - 鍋本帆乃香（小学6年生）
  - 伊藤元太（小学5年生）
  - 田中理来（小学5年生）
- HooJya（フージャ）
  - 小関裕太（中学1年生）
  - 川﨑樹音（中学1年生）
  - 長谷川あかり（中学1年生）
  - 島田翼（小学6年生）
  - 丸山瀬南（小学6年生）
  - 加藤ジーナ（小学6年生）
  - 山田樹里亜（小学6年生）
  - 木村遼（小学4年生）
- MinaLica（ミナリカ）
  - 細田羅夢（中学1年生）
  - 千葉一磨（中学1年生）
  - 渡邉聖斗（中学1年生）
  - 武田聖夜（中学1年生）
  - 荒木次元（小学6年生）
  - ミッチェル・ベンジャミン（小学5年生）
  - 中村あやの（小学5年生）
  - 水本凜（小学5年生）

※尚、武田聖夜・島田翼・田中理来は6月25日放送分までm-ist（ミスト）というグループとして扱われ、他のてれび戦士とは別行動。
メインCGキャラクター
- もんじ（声：久嶋志帆）

コーナー出演
紙フトタッチダウン
- 井上マー
- 大澤幹朗

いい!TV 雑学王たっくん

未来レスキュー作戦会議

天てれゼミナール
- あべこうじ

日付変更船プッカリーノ
- げんしじん
- 飛石連休
- 山本梓
- いち・もく・さん

### 2009年度
放送期間
- 2009年3月30日 - 2010年3月25日

司会
月 - 水
- 照英
- 西山茉希

木曜日
- ハリセンボン
  - 近藤春菜 - こんどん
  - 箕輪はるか - みのぽー。入院のため4月2日放送分から7月2日放送分まで休暇を取っていた。入院の詳細は本人の項を参照。

メイドロボ
月 - 水
- にしおかすみこ - スミッコという名前のメイドロボット。コーナーによっては素顔での出演もあり。

てれび戦士
- 笠原拓巳（中学2年生）
- 武田聖夜（中学2年生）
- 千葉一磨（中学2年生）
- 長谷川あかり（中学2年生）
- 藤井千帆（中学2年生）
- 荒木次元（中学1年生）
- 齊藤稜駿（中学1年生）
- 加藤ジーナ（中学1年生）
- 重本ことり（中学1年生）
- 鈴木美知代（中学1年生）
- 鍋本帆乃香（中学1年生）
- メロディー・チューバック（中学1年生）
- 脇菜々香（中学1年生）
- 中村あやの（小学6年生）
- 伊藤元太（小学6年生）
- 平田真優香（小学6年生）
- 水本凜（小学6年生）
- 渡辺青來（小学6年生）
- 上妻成吾（小学5年生）
- 木村遼（小学5年生）
- 鈴木純一朗（小学5年生）
- 長江崚行（小学5年生）
- 鎮西寿々歌（小学5年生）
- 白坂奈々（小学4年生）

コーナー出演
戦士取調室
- 半田健人（一学期）
- 小原正子（二･三学期）

おしかけ歌謡ショー
- 宮内恒雄（おしかけ案内人）

天てれ9分劇場

- 半田健人（一学期）
- 杉浦太陽（二学期）

スーパーディスクシューター
- 杉浦太陽
- 大澤幹朗

MTK全国オーディション
- 杉浦太陽
- Dream5
  - 日比美思（小学5年生）
  - 大原優乃（小学4年生）
  - 高野洸（小学6年生）
  - 玉川桃奈（中学1年生）

アベコーランド
- あべこうじ
- 北島達也
- 簗瀬憲光

エンタの王道〜楽して学ぼう〜
- 大澤幹朗（理事長）

特命!天てれ調査隊
- 杉浦太陽

### 2010年度
放送期間
- 2010年3月29日 - 2011年4月7日

司会
月曜 - 水曜
- ガレッジセール
  - ゴリ
  - 川田広樹 - 川ちゃんと表記

木曜日（ウキウキ木曜!）
- 長友光弘 - みっポン
- 木下優樹菜 - ユッキーナ

てれび戦士
- 齊藤稜駿（中学2年生）
- 上原陸（中学2年生）
- 脇菜々香（中学2年生）
- 當山優奈（中学2年生）
- 伊藤元太（中学1年生）
- 野村翔（中学1年生）
- 三井理陽（中学1年生）
- 矢部昌暉（中学1年生）
- 水本凜（中学1年生）
- 風戸蘭七（中学1年生）
- 木島杏奈（中学1年生）
- 松岡美羽（中学1年生）
- 長江崚行（小学6年生）
- 中村嘉惟人（小学6年生）
- 鎮西寿々歌（小学6年生）
- 寺田朱里エステル（小学6年生）
- 浅野優惟（小学5年生）
- 小川向陽（小学5年生）
- 金子凜太朗（小学5年生）
- 白坂奈々（小学5年生）
- 斎藤安里奈ダイアナ（小学5年生）
- 田代ひかり（小学5年生）
- 椋木ホセマルティン（小学4年生）
- 岡田結実（小学4年生）

コーナー出演
給食には出ない秘密レシピ
- 三國清三

MTK全国オーディション2010
- 杉浦太陽
- Dream5
  - 重本ことり（中学2年生）
  - 日比美思（小学6年生）
  - 大原優乃（小学5年生）
  - 高野洸（中学1年生）
  - 玉川桃奈（中学2年生）
- HI's★cream
  - 吉元優里菜（中学2年生）
  - 山下朋美（中学1年生）
  - 熊谷美波（中学3年生）
  - 藤田遥奈（中学3年生）
  - 成澤かりん（中学3年生）
  - 佐藤英理菜（中学2年生）
  - 竹井未来望（中学2年生）
  - 古口莉子（中学1年生）

全国声優オーディション　こえたまごっ!
- 千葉繁
- たなかかずや
- 入江泰浩

男子禁制! アッキーナの放課後レッスン
- 南明奈

くみっきーの放課後レッスン
- 舟山久美子

戦士取調室
- 柳沢慎吾

おじいちゃんの人生問答
- ビーグル38
  - 能勢ヒロシ
  - 加藤統士

天てれ部活動
- 男子ライフセービング部
  - 伊藤俊輔

天てれドラマ
- 忍者スピリット
  - 松崎しげる
  - 谷桃子
- いとしのスシガール〜SUSHI girl my love〜
  - 草薙良一

メンコファイター7
- 神谷僚一

ダンス虎の穴
- 小森創介（ダンスマスターの声）

## 大!天才てれびくん

### 2011年度
放送期間
- 2011年4月11日 - 2012年3月29日

司会
- 出川哲朗 - 大天才テレビジョン特命プロデューサー
- 鈴木あきえ - 大天才テレビジョンアシスタントプロデューサー

てれび戦士
- 矢部昌暉（中学2年生）
- 木島杏奈（中学2年生）
- 浅賀玲音（中学1年生）
- 長江崚行（中学1年生）
- 寺田朱里（中学1年生）
- 鎮西寿々歌（中学1年生）
- ファデン咲美亜（小学6年生）
- 椋木マルティン（小学5年生）
- 勝隆一（小学5年生）
- 島田太一（小学5年生）
- 岡田結実（小学5年生）
- 延命杏咲実（小学2年生）

ドラマ大天才テレビジョン
- 斎藤洋介（会長）
- 我修院達也（編成局長）

大天才テレビジョン放送技術研究所
- ふかわりょう（主任）

人の話を聞け
- 鈴木史朗（解説・判定）

札式蹴り野球 フダケリ
- 辻よしなり（実況）
- 古坂大魔王（札付きワルズ監督）
- 加藤謙太郎（ワルドーナ）
- 正岡久義（悪正）

大!木曜LIVE
- 山本高広 - おでかけ列島9500 大天才テレビジョンふるさと宣伝隊長

### 2012年度
放送期間
- 2012年4月2日 - 2013年3月28日

司会
- 出川哲朗 - 大天才テレビジョン特命プロデューサー
- 鈴木あきえ - 大天才テレビジョンアシスタントプロデューサー

てれび戦士
- 長江崚行（中学2年生）
- 浅賀玲音（中学2年生）
- 鎮西寿々歌（中学2年生）
- 寺田朱里（中学2年生）
- 金子隼也（中学1年生）
- 長谷川ニイナ（中学1年生）
- 島田太一（小学6年生）
- ソーズビー航洋（小学6年生）
- 岡田結実（小学6年生）
- 竹原司（小学5年生）
- 黒澤美澪奈（小学5年生）
- 山田陶子（小学5年生）
- 延命杏咲実（小学3年生）

ドラマ大天才テレビジョン
- 斎藤洋介（会長）
- 我修院達也（編成局長）
- ウド鈴木（報道部長）

ドラまちがい
- 馬場園梓（アジアン）（ドラマ部部長）

フダケリ〜ワルズの逆襲〜
- 辻よしなり（実況）
- 武田修宏（解説）
- 古坂大魔王（札付きワルズ監督）
- 加藤謙太郎（ワルドーナ）

人の話を聞け
- 鈴木史朗（解説・判定）

大天才テレビジョン放送技術研究所
- ふかわりょう（主任）

古坂大魔王のマル秘ダメトーク
- 古坂大魔王

大!木曜LIVE
- チャンカワイ

### 2013年度
放送期間
- 2013年4月1日 - 2014年3月27日

司会
- 出川哲朗 - 大天才テレビジョン特命プロデューサー
- 鈴木あきえ - 大天才テレビジョンアシスタントプロデューサー

てれび戦士
- 金子隼也（中学2年生）
- 長谷川ニイナ（中学2年生）
- 島田太一（中学1年生）
- ソーズビー航洋（中学1年生）
- 野田真哉（中学1年生）
- 岡田結実（中学1年生）
- 中里萌（中学1年生）
- 竹原司（小学6年生）
- 黒澤美澪奈（小学6年生）
- 中尾美晴（小学6年生）
- 山田陶子（小学6年生）
- 相澤侑我（小学5年生）
- 延命杏咲実（小学4年生）

ドラマ大天才テレビジョン
- 斎藤洋介

ドラまちがいd
- LiLiCo

フダケリ〜ワルズの野望〜
- 辻よしなり（実況）
- 武田修宏（解説）
- 古坂大魔王（札付きワルズ監督）
- 加藤謙太郎（ワルドーナ）
- 正岡久義（悪正）

人の話を聞け
- 鈴木史朗（解説・判定）
- 山本シュウ（解説・判定）
- サンキュータツオ（解説・判定）
- デーモン閣下（解説・判定）

大天才テレビジョン放送技術研究所
- ふかわりょう（主任）

大天才テレビジョン報道部 スクープ野郎Uチーム
- ウド鈴木（報道部長）

大!木曜LIVE
- チャンカワイ

大!木曜LIVE　ジョーシキKING
- 山里亮太（大天才テレビジョン世論調査部）

## Let's天才てれびくん

### 2014年度
放送期間
- 2014年3月31日 - 2015年3月26日

未来人
- 大野拓朗 - 国立異次元獣対策センター・時空関係調整課長（司会）
- 虎南有香 - 環境保安省･特定脅威分析官（司会）
- 麿赤児 - 国立異次元獣対策センター・長官
- 蝶野正洋 - 国立異次元獣対策センター・茶の間戦士訓練教官
- オリエンタルラジオ
  - 中田敦彦 - 国立異次元獣対策センター・装備開発課主任研究員
  - 藤森慎吾 - 国立異次元獣対策センター・装備開発課助手

てれび戦士
- 辻村晃佑（中学1年生）
- 赤崎月香（中学1年生）
- 齋藤茉日（中学1年生）
- 瀧澤翼（小学6年生）
- 小西憧弥（小学5年生）
- 林武尊（小学5年生）
- 飯島緋梨（小学5年生）
- 原田明莉（小学5年生）
- 小澤竜心（小学4年生）
- 笹原尚季（小学4年生）
- 桐畑カレン（小学4年生）
- 杉本瑛（小学4年生）

現地調査アンドロイド
- こいで（シャンプーハット） - 小出水7号
- 森崎博之（TEAM NACS） - 森崎9号
- 千鳥
  - ノブ - ノブ13号
  - 大悟 - 大悟14号
- 麒麟
  - 田村裕 - 田村4号
  - 川島明 - 川島3号

テレビ局
- 茂木淳一 - リポーター
- 森田まりこ - リポーター

CGキャラクター
どちゃもん（1期、◎は2期、▲は3期にも出演）
- かさぽんたす［徳島］（声：逢坂力）◎▲
- とちぼるた［栃木］（声：柚木涼香）◎▲
- ちゃっちゃくちゃら［福岡］（声：阿澄佳奈）◎
- きんしゃか［奈良］（声：池田昌子）▲
- こめくるりん（おむすびくるりん、おせんべくるりん）［新潟］（声：杉山佳寿子）
- しーびー282［千葉］（声：樫井笙人）
- ぷうか［広島］（声：新谷真弓）◎▲
- けにまぬがあ［石川］（声：水谷優子）
- かざまのおど［青森］（声：高岡瓶々）◎▲
- てげてげ［宮崎］（声：咲野俊介）◎
- ぎゅたあく［静岡］（声：LITTLE）▲
- はまじゅん［大阪］（声：植田佳奈）▲
- るる［北海道］（声：上坂すみれ）◎▲
- うめたろう［高知］（声：ビーグル38能勢）▲
- はくばまる［長野］（声：伊東健人）
- だんきち［埼玉］（声：BIKKE）▲
- ずぶろん［島根］（声：三宅健太）
- にんまる［三重］（声：浅野真澄）▲
- あかのやま［東京］（声：藤原啓治）▲
- もものうち［東京］（声：大水洋介）▲
- きのちよ［東京］（声：杉山紀彰）
- ぷにょら［神奈川］（声：野中藍）◎

どちゃもんの関係者
（◎は2期、▲は3期にも出演）
- つぶやきシロー - とちぼるたの過去を知る男性
- 田中卓志（アンガールズ）◎▲ - ぷうかの友人
- 浜村淳 - はまじゅんの人間態
- 葵（演：山田杏奈）◎ - ぷにょらの人間態
- 五頭竜（声：吉水孝宏） - ぷにょらの父親
- 天女（声：高橋結佳[3]） - ぷにょらの母親

異次元獣の関係者
（◎は2期、▲は3期にも出演）
- 久保田雅人▲[4] - セロハンテープの異次元獣のコアの持ち主
- 天童よしみ - 口紅の異次元獣のコアの持ち主
- 坂田利夫 - スプーンの異次元獣のコアとなったスプーンを製造した工場の工場長
- サンキュータツオ - 国語辞典の異次元獣に取り憑かれた男性
- 茂田才来（演：ウネバサミ一輝）◎▲ - くまのぬいぐるみの異次元獣の被害者
- 竹内力 - くまのぬいぐるみの異次元獣のコアの持ち主

### 2015年度
放送期間
- 2015年3月30日 - 2016年3月31日

未来人
- 大野拓朗 - 国立異次元獣対策センター・時空関係調整課長（司会）
- 虎南有香 - 環境保安省･特定脅威分析官（司会）
- 麿赤児 - 国立異次元獣対策センター・長官
- 蝶野正洋 - 国立異次元獣対策センター・茶の間（視聴者）戦士訓練教官
- オリエンタルラジオ
  - 中田敦彦 - 国立異次元獣対策センター・装備開発課主任研究員
  - 藤森慎吾 - 国立異次元獣対策センター・装備開発課助手
- ジョンテ・モーニング - 次元ダンスマスター

てれび戦士
- 辻村晃佑（中学2年生）
- 赤崎月香（中学2年生）
- 齋藤茉日（中学2年生）
- 瀧澤翼（中学1年生）
- 小西憧弥（小学6年生）
- 林武尊（小学6年生）
- 飯島緋梨（小学6年生）
- 原田明莉（小学6年生）
- 小澤竜心（小学5年生）
- 笹原尚季（小学5年生）
- 桐畑カレン（小学5年生）
- 杉本瑛（小学5年生）

現地調査アンドロイド
- こいで（シャンプーハット） - 小出水7号
- 森崎博之（TEAM NACS） - 森崎9号
- 千鳥
  - ノブ - ノブ13号
  - 大悟 - 大悟14号
- 麒麟
  - 田村裕 - 田村4号
  - 川島明 - 川島3号
- 庄司智春（品川庄司） - 庄司2号
- U字工事
  - 益子卓郎 - 益子18号
  - 福田薫 - 福田17号

テレビ局
- 茂木淳一 - リポーター
- 森田まりこ - リポーター

超次元帝国清掃課
- 松永天馬（アーバンギャルド） - 地球係･係長
- ラバーガール
  - 大水洋介 - 地球係･係員
  - 飛永翼 - 地球係･係員

CGキャラクター
どちゃもん（2期、▲は3期にも出演）
- はにまじん［群馬］（声：小倉唯）▲
- ぴぱざえもん［長崎］（声：松尾伴内）
- こまちまちこ［秋田］（声：竹達彩奈）▲
- かげむしゃむしゃ［山梨］（声：福山潤）
- よしばっば［滋賀］（声：露の都）
- くろはやとん［鹿児島］（声：はしのえみ）
- ふくぺらぶう［山口］（声：梶裕貴）
- ふぃろそふぃあ［愛知］（声：長縄まりあ）▲
- みやこん［京都］（声：安田美沙子）
- ぱんがやしゃーん［沖縄］（声：真栄田賢）
- ちるとてーく ［沖縄］（声：山田親太朗）
- ほやのん［福井］（声：安済知佳）
- おくとぱすみれ［兵庫］（声：はいだしょうこ）▲
- みぽんひめ［愛媛］（声：水樹奈々）
- かっぱろけ［茨城］（声：飛田展男）
- どもっこす［熊本］（声：田尻浩章）▲
- ももふぇ［岡山］（声：金元寿子）
- もさく［和歌山］（声：龍田直樹）▲
- うぎろう［岐阜］（声：平野綾）▲
- ぎやみ［宮城］（声：島﨑信長）▲
- さすらかすら［福島］（声：渡辺俊美）▲
- わんこねるら［岩手］（声：浅沼晋太郎）▲

どちゃもんの関係者
- ふぃろそふぃあの祖母（声：長縄まりあ）
- 獅子頭アケミ（声：森千晃）▲ - どもっこすのマブダチの金魚

異次元獣の関係者
（▲は3期にも出演）
- スギちゃん - 靴下の異次元獣のコアの持ち主]
- 原口あきまさ▲[5] - ラーメン屋台の異次元獣のコアの持ち主
- 狩野英孝 - カメラの異次元獣のコアの持ち主

その他
- 中川翔子 - ぴぱざえもん救出作戦の助っ人
- 野村靖（演：大野拓朗[6]）- 第5やたがらす丸にワープしてきた侍
- 赤禰武人（演：阿部亮平）- 第5やたがらす丸にワープしてきた侍
- 前原一誠（演：佐藤隆太）- 第5やたがらす丸にワープしてきた侍

### 2016年度
放送期間
- 2016年4月4日 - 2017年3月30日

未来人
- 大野拓朗 - 国立異次元獣対策センター・時空関係調整課長（司会）
- 虎南有香 - 環境保安省･特定脅威分析官（司会）
- 麿赤児 - 国立異次元獣対策センター・長官
- 蝶野正洋 - 国立異次元獣対策センター・茶の間（視聴者）戦士訓練教官
- オリエンタルラジオ
  - 中田敦彦 - 国立異次元獣対策センター・装備開発課主任研究員
  - 藤森慎吾 - 国立異次元獣対策センター・装備開発課助手
- ジョンテ・モーニング - 次元ダンスマスター

てれび戦士
- 瀧澤翼（中学2年生）
- 林武尊（中学1年生）
- 飯島緋梨（中学1年生）
- 原田明莉（中学1年生）
- 小澤竜心（小学6年生）
- 桐畑カレン（小学6年生）
- 黒川桃花（小学6年生）
- 皆川寧々（小学6年生）
- 柿澤仁誠（小学4年生）
- 胡内奏芽（小学4年生）
- 辻晴仁（小学4年生）
- 稲垣芽生（小学4年生）
- 久保みのり（小学4年生）

現地調査アンドロイド
- こいで（シャンプーハット） - 小出水7号
- 森崎博之（TEAM NACS） - 森崎9号
- 千鳥
  - ノブ - ノブ13号
  - 大悟 - 大悟14号
- 麒麟
  - 田村裕 - 田村4号
  - 川島明 - 川島3号
- 庄司智春（品川庄司） - 庄司2号
- U字工事
  - 益子卓郎 - 益子18号
  - 福田薫 - 福田17号

テレビ局
- 茂木淳一 - リポーター
- 森田まりこ - リポーター

超次元帝国清掃課
- 松永天馬（アーバンギャルド） - 地球係･係長
- ラバーガール
  - 大水洋介 - 地球係・係員
  - 飛永翼 - 地球係・係員
- ぱぺらぴ子（声：浜崎容子）- 超次元アイドルにして、超次元帝国清掃課総監

CGキャラクター
どちゃもん（3期）
- うさきゅう［鳥取］（声：下田麻美）
- ふぁましす［富山］（声：上田麗奈）
- ぴぴた［香川］（声：合田明日佳）
- だまちゃだめ［山形］（声：武田直人）
- おにりぃた［大分］（声：岩男潤子）
- ひがたろう［佐賀］（声：井上剛）
- がんぐろう［栃木］（声：成田紗矢香）

どちゃもんの関係者
- 小沢一敬（スピードワゴン） - うぎろうの元相方
- 天狗様（声：稲田徹） - きんしゃかの元彼
- 鳥羽潤 - 人間の姿にされたもさく
- 長谷川俊輔（クマムシ） - クマムシプロダクションの社長で、おくとぱすみれのファン第1号
- 佐藤大樹（クマムシ）- 長谷川の秘書
- マタギの五郎（演：阿部薫）- こまちまちこの元恋人
- 壇蜜 - 神社の巫女で、五郎の昆孫(孫の孫の孫)

その他
- 滝口ひかり - 天馬係長が出会った女性

## 天才てれびくんYOU

### 2017年度
放送期間
- 2017年4月3日 - 2018年3月29日

守守団
- 立花裕大 - 団長 (司会)
- 小島梨里杏 - 開発主任 (司会)
- 千鳥
  - ノブ - ノブ研究員
  - 大悟 - 大悟研究員
- 西川貴教 - 茶の間戦士トレーニングロボ マーヴェラス西川[7]
- 笹野高史 - 立花遊蔵（立花団長の祖父）
- 堀部圭亮 - 立花勇[8]（立花団長の父）

てれび戦士
- 原田明莉（中学2年生）
- 小澤竜心（中学1年生）
- 向鈴鳥（中学1年生）
- 黒川桃花（中学1年生）
- 皆川寧々（中学1年生）
- 久住健斗（小学6年生）
- 玉城美海（小学6年生）
- 柿澤仁誠（小学5年生）
- 辻晴仁（小学5年生）
- 稲垣芽生（小学5年生）
- 堰沢結衣（小学5年生）
- 齋藤泰世（小学4年生）
- 船越夏子（小学4年生）

調査員
- コカドケンタロウ（ロッチ） - コカド8段
- パンクブーブー
  - 佐藤哲夫 - 佐藤7段
  - 黒瀬純 - 黒瀬6段
- ジャルジャル
  - 後藤淳平 - 後藤3段
  - 福徳秀介 - 福徳3段
- 小島よしお - 小島4級

レポーター
- チャンカワイ（Wエンジン）
- 高田紗千子（梅小鉢）

闇のもじ守
- オンリー・ロンリー・ローリー（演：ROLLY）
- 銀沢アイスかずこ（演：黒沢かずこ（森三中））
- シロッキークロッキー（演：くっきー（野性爆弾））
- 夢見崎★体育（演：岡崎体育）
- ドクター[9]（演：堀部圭亮[10]）（この時点では詳細は不明。詳細については2018年度の項を参照）

その他ゲストキャラクター（◎は2018年度、▲は2019年度にも出演）
- ぎょん（演：宮崎吐夢） - せんこのファン
- 遠藤豆男（演：吉田メタル） - まめたんの人間態▲
- ソーリー（演：ROLLY） - オンリー・ロンリー・ローリーの双子の弟
- 火の仙人（演：大西ライオン）
- 金沢かずこ（演：真崎かれん） - スケート選手時代の銀沢アイスかずこ
- 朝日ダンスたいち（演：朝日太一） - 銀沢アイスかずこの社交ダンスのパートナー
- 村松利史 - ぐりんきゅあらの秘書
- 新井愛瞳 - たまみの人間態
- 白木克弥（演：ロッシー（野性爆弾）） - シロッキークロッキーの兄
- 川瀬翠子 - 小島主任の幼少期◎▲
- 柴田理恵[11] - シロッキークロッキーと白木克弥の母
- 月江譲二（演：渋江譲二）- なまえんじぇるのもじ魔獣に名前を奪われた俳優
- 荒石みなみ（演：仙石みなみ）- なまえんじぇるのもじ魔獣に名前を奪われた女優
- 露鳩出仁郎（演：テル）- なまえんじぇるのもじ魔獣に名前を奪われたドラマ監督
- 湯加減よし子（演：村木よし子） - 夢見崎★体育の母
- バイトD（演：KAZMA SAKAMOTO）- 夢見崎★体育のボディガードとおもてなしを担当した男性

CGキャラクター
もじもん（2017年度、◎は2018年度、▲は2019年度にも出演）
- にくそん[肉] （声:平田広明）◎
- ふてくさーる[腐] （声:宮田幸季）
- きふじんぬ[木] （声:釘宮理恵）
- てつまる[鉄] （声:江口拓也）◎
- せんこ[鮮] （声:BŌMI）
- まめたん[豆] （声：遠藤綾）▲
- すめりー[臭] （声：伊瀬茉莉也）
- あるくめです[歩] （声:西脇保）◎
- えにぼう[縁] （声:大谷育江）
- とれじゃーの[宝] （声:井上喜久子）◎
- もゆる [火] （声：國立幸）▲
- れいか [氷] （声:かないみか）▲
- すべるーかす [滑] （声：パトリック・ハーラン）▲
- かたまじろ [固] （声：野島健児）
- みずえ [水] （声:富沢美智恵）▲
- れっどれお [赤] （声:小原雅人）
- ぶるーく [青] （声:関俊彦）
- ぐりんきゅあら [緑] （声:山崎和佳奈）
- ほわないと [白] （声:下和田ヒロキ）▲
- しろのじょう [城] （声:うえだゆうじ）
- ふでじい [筆] （声:糸博）◎
- かめんれおん [面] （声:楠大典）◎
- たまみ [玉] （声:清水愛）◎▲
- ぱかぽん [馬] （声:くまいもとこ）▲[12]
- ふだざえもん [札] （声:竹内順子）
- なまえんじぇる [名] （声:悠木碧）
- ときお [時]  （声:井上麻里奈） ◎
- まえた [前]  （声:神代知衣）▲
- きのこのこ [残]  （声:飯田里穂[13]）▲
- あかりん[明]  （声:小桜エツコ）▲

### 2018年度
放送期間
- 2018年4月2日 - 2019年3月28日

守守団
- 立花裕大 - 団長 (司会)
- 小島梨里杏 - 開発主任 (司会)
- 千鳥
  - ノブ - ノブ研究員
  - 大悟 - 大悟研究員
- 西川貴教 - 茶の間戦士トレーニングロボ マーヴェラス西川
- 笹野高史 - 立花遊蔵（立花団長の祖父）
- 堀部圭亮 - 立花勇（立花団長の父）
- 立花裕之心（演：立花裕太） - 守守団38代目団長で、立花団長の先祖

てれび戦士
- 小澤竜心（中学2年生）
- 向鈴鳥（中学2年生）
- 皆川寧々（中学2年生）
- 久住健斗（中学1年生）
- 玉城美海（中学1年生）
- 辻晴仁（小学6年生）
- 冨士原生（小学6年生）
- 佐々木ゆら（小学6年生）
- 堰沢結衣（小学6年生）
- 梅田芹奈（小学5年生）
- 齋藤泰世（小学5年生）
- 船越夏子（小学5年生）
- ギュナイ滝美（小学4年生）

調査員
- コカドケンタロウ（ロッチ） - コカド8段
- パンクブーブー
  - 佐藤哲夫 - 佐藤7段
  - 黒瀬純 - 黒瀬6段
- ジャルジャル
  - 後藤淳平 - 後藤3段
  - 福徳秀介 - 福徳3段
- 小島よしお - 小島4級
- パンサー
  - 向井慧 - 向井3段
  - 菅良太郎 - 菅3級

レポーター
- チャンカワイ（Wエンジン）
- 高田紗千子（梅小鉢）

禍禍団
- ドクター（演：堀部圭亮[14]） - までぃえすに憑依された立花勇
- 朋橋弘至（演：棚橋弘至） - ぐれんちのもじ魔獣化に利用されたプロレスラー
- 高橋メアリー（演：高橋メアリージュン）- まにーごーるどのもじ魔獣化に利用されたファッションモデル[15]

その他ゲストキャラクター（▲は2019年度にも出演）
- ONIGAWARA - ぐれんちのもじ魔獣の被害に遭い暴言を吐いたアイドル
- 脳みそ夫 - ぐれんちのもじ魔獣の影響で休業に追い込まれたお好み焼き屋の店主
- レディビアード - ぐれんちのもじ魔獣の影響で凶暴化した首脳
- 阿場れる男（演：あばれる君）- ぐれんちによってスピード違反を暴露され、クビになってしまった元配達員の男性
- 田中奏太（演：ひょっこりはん） - キットヒットレコードのマネージャー
- 杉浦勝（演：中原和宏） - キットヒットレコードのチーフマネージャー
- 金賀大治（演：佐久間哲） - ニュース金追いのプロデューサー兼キャスター
- シイ飯尾（演：飯尾和樹（ずん）） - マニマニランドのCEO
- タンク永井、新納刃 - マニマニランドの社員
- 陣野やすし（演：やす（ずん）） - マニマニランドの副CEO
- 高橋エマ（演：丸茂寧音） - 高橋メアリーの妹
- 月影エイジ（演：葉山昴） - ぎんじょるのの人間態▲
- 金田四五六（演：西脇大河） - まにーごーるどの元恋人だった将棋棋士
- 生乾木濡彦（演：杉浦元（イヌコネクション）） - 金田四五六の弟子
- 尊伍空（演：NoGoD団長）、三護ジョー（演：トクナガヒデカツ）、八海兆子（演：古川小夏） - ほうほうほうしの弟子
- 古坂大魔王 - までぃえすに操られた被害者の男性
- 東理紗 - 魔女に変身した勇（までぃえす）
- 外波山文明 - までぃえすの心石を守ってきた老人
- ストイック篠原（演：篠原信一 ） - 守守団特訓教官
- 佐藤弘道 - てれび戦士に遊び心を授けた男性
- 御法川マサオ（演：森尾俐仁）- とぅーもんの人間態
- 大祠、晃（演：天照） - かつてどみねすとろんぐをもじ魔獣に変えた闇のもじ守
- 本間朋晃、真壁刀義 - 朋橋のプロレスラー仲間

CGキャラクター
もじもん（2018年度、▲は2019年度にも出演）
- ぐれんち[暴] （声:高木渉）▲
- まにーごーるど[金] （声:佐藤利奈）
- ぼうてる[防] （声:内田真礼）▲
- かぜーとん[風] （声:ランズベリー・アーサー）▲
- どぅーろん[動] （声:土屋神葉）▲
- らっかすたー[落] （声:園崎未恵）▲
- はしろう[走]（声:浪川大輔）
- たべたいたん[食]（声:津久井教生）
- やさふぇる[優]（声:高橋英則）
- たんぐらあ[探]（声:加藤英美里）▲
- くせまがり[曲]（声:セニョール玉置）
- なおらいなー[直]（声:増川洋一）
- うんじゃみぃ[運]（声:尾崎由香）
- がくざん[山]（声:上田燿司）▲
- もつらべえ[持]（声:川島得愛）
- ぎんじょるの[銀]（声:西山宏太朗）▲
- まねしんぼう[真]（声:福原耕平）▲
- ぎらみー[鏡]（声:高橋広樹）▲
- までぃえす[魔]（声:阪口周平）
- ほうほうほうし[法]（声:山口由里子）
- どみねすとろんぐ[力]（声:竹内良太）▲
- いさましうす[勇]（声:小野大輔）▲
- あそびっくりん[遊] (声：大久保瑠美)▲
- とぅーもん[友] (声：森久保祥太郎)▲

### 2019年度
放送期間
- 2019年4月1日 - 2020年4月2日

守守団
- 立花裕大 - 団長 (司会)
- 小島梨里杏 - 開発主任 (司会)
- 千鳥
  - ノブ - ノブ研究員
  - 大悟 - 大悟研究員
- 西川貴教 - 茶の間戦士トレーニングロボ マーヴェラス西川
- 笹野高史 - 立花遊蔵（立花団長の祖父）
- 堀部圭亮 - 立花勇（立花団長の父）
- タコプー / カキトリーヌ・テン＝カクスー・ハライトメーノ（声・演：雨宮天） -　モジ―ル王子の妹

てれび戦士
- 久住健斗（中学2年生）
- 玉城美海（中学2年生）
- 辻晴仁（中学1年生）
- 冨士原生（中学1年生）
- 佐々木ゆら（中学1年生）
- 堰沢結衣（中学1年生）
- 梅田芹奈（小学6年生）
- 小田菜乃葉（小学6年生）
- 川岸釈天（小学6年生）
- 齋藤泰世（小学6年生）
- 岸蒼太（小学5年生）
- ギュナイ滝美（小学5年生）
- 筧礼（小学4年生）

調査員
- コカドケンタロウ（ロッチ） - コカド8段
- パンクブーブー
  - 佐藤哲夫 - 佐藤7段
  - 黒瀬純 - 黒瀬6段
- 小島よしお - 小島4級
- パンサー
  - 向井慧 - 向井3段
  - 菅良太郎 - 菅3級
- 田渕章裕（インディアンス） - 田渕6級

レポーター
- チャンカワイ（Wエンジン）
- 高田紗千子（梅小鉢）

モジール王子一味
- モジール王子（演：徳永ゆうき）
- オンくん / 怨君（声：キンタロー。）

その他ゲストキャラクター
- 後藤田マイナ（演：早坂ひらら）- まえたの友人
- 山崎銀之丞 - マイナの父
- 内之浦のぞみ（演：吉川茉優）- 真亜頭村祭りの実行委員長
- きむ（演：木村亮平（インディアンス）） - 田渕6級の友人
- 小澤竜心[16] - 生・齋藤にそっくりな少年と兵隊ごっこをしていた少年
- 林タケル[17] - 工場の従業員
- 草村礼子 - 太平洋戦争の碑を拝んでいた女性（現在の玉子）
- 地引淳 - ぎんじょるのの通汁を持っていた寿司職人
- シュージ山本（演：エハラマサヒロ） - モジール王子が弟子入りを願ったミュージシャン
- 尼神インター渚、りんごちゃん - 守守団次期団長選抜試験に参加した芸人
- 佐々木駿（青山表参道X） - まねしんぼうの人間態
- マミおねえさん（演：西井万理那） - オンくんが出演したショーの司会を務めた女性
- 田中真弓、一龍斎貞友 - いきるーとの重要情報を守守団に提供した声優
- 前田公輝、ド・ランクザン望、鎮西寿々歌、長江崚行 - どみねすとろんぐ救出生放送の助っ人[18]
- 矢部太郎（演：カラテカ） - 文字化けして人間の姿になったいさましうす
- 鴇田蒼太郎 - 立花団長の幼少期
- 阿佐ヶ谷姉妹 - もじ化けしたとぅーもんの被害者
- 松永天馬（アーバンギャルド） - 清掃員[19]
- カンナビ（演：甘南備和明） - 米のもじもんを名乗る少年
- 皆川寧々[20] - キガ村の村民

CGキャラクター
もじもん（2019年度）
- きんじー[禁](声：ゆかな)
- なかぴ[中](声：金田朋子)
- つらっしー[辛](声：関智一)
- おそれっくす[恐](声：新谷真弓)
- からくりこん[機](声：阿部里果)
- いきるーと[生]（声：下山吉光）
- ごっどまーま[愛]（声：小林優子）

## 天才てれびくんhello,
※は元てれび戦士、○はてれび戦士以外の過去のシリーズの出演者。

### 2020年度
放送期間
- 2020年4月6日 - 2023
- 年4月1日

エンジ
- ANZEN漫才
  - みやぞん（月 - 水曜日司会）
  - あらぽん
- チャンカワイ（Wエンジン）○[21]
- 津田篤宏（ダイアン）
- 山田ルイ53世（髭男爵）
- かまいたち
  - 濱家隆一
  - 山内健司
- 小島よしお○[22]
- 安藤なつ（メイプル超合金）
- 和牛
  - 川西賢志郎
  - 水田信二
- 田渕章裕（インディアンス）○[23]
- カミナリ
  - 石田たくみ
  - 竹内まなぶ
- 霜降り明星
  - せいや
  - 粗品
- 後藤拓実（四千頭身）
- 高橋メアリージュン（木曜日司会）○[24]

電空アリーナ（木曜日司会）
- 向井慧（パンサー）○[25] - 支配人
- ロン・モンロウ - モンロウ重工CEO

てれび戦士
- 佐々木ゆら（中学2年生）
- 冨士原生（中学2年生）
- 梅田芹奈（中学1年生）
- 溝口元太（中学1年生）
- 阿比留照太（小学6年生）
- ギュナイ滝美（小学6年生）
- 坂上悠真（小学6年生）
- マウスソニア（小学6年生）
- 稲毛眞生（小学5年生）
- 大谷紅緒（小学5年生）
- 筧礼（小学5年生）
- 谷川理音（小学5年生）
- 松尾そのま（小学4年生）[26]

CGキャラクター
- 電空のAI
  - あどミン / 黒いあどミン（声：新谷真弓○[27]）
- 電空の住人
  - ナビミ、ナビヒコ（声：阿澄佳奈○[28]）- デントリールームの住人
  - セピ夫、セピ夫の祖父（声：酒巻光宏）- 超原宿の住人
  - ギョージ、ユデキチ、ヤキオ、餃子のビーナス（声：太田哲治）- 超宇都宮の住人
  - カパスケ、ヨーコ、ビッグ・サム（声：西山宏太朗○[29]）- 超軽井沢の住人
  - コベタ、コベロー（声：三宅貴大）− 超神戸の住人
  - ツナオ、マグジロー（声：ノンクレジット） - 超大間の住人
  - ベプコ、ベプマル、ミスエンマー、門番（声：柴田芽衣） - 超別府の住人
  - タネス、タネーリン（声：川野剛稔） - 超種子島の住人
  - ハマイチロウ、ロボ社長（声：細谷カズヨシ） - 超浜松の住人
  - マキムネ、カマタダ（声：河本邦弘） - 超仙台の住人
  - ヨダキー、ガーニー、イナバ（声：駒田航） - 超鳥取の住人
  - アホタ、ボケだおれ人形、アホウダコ、タコハチ（声：岡本幸輔） - 超大阪の住人
  - カカシ、イネキチ、ヨネジロウ（声：三木眞一郎○[30]）- 超新潟の住人

電空物語
- 江原風花（小学4年生） - 坂上風花（悠真の妹）
- 前田公輝※[31] - 桜川春一郎（ゲーム「ダンス・オブ・スカイ」の開発者）
- NOPPO - バックドアーズ
- kekke / みやぞん（演）、徳石勝大（声） - 電空のハカイシャ
- 熊木翔※[32] - ギュナイの担任
- 浅川琉生 - ギュナイの同級生、佐々木信一
- 石井心咲、咲希、松藤史恩　- ギュナイの同級生で、「最新トレンド流行クラブ」のメンバー
- 並木愛枝 - 信一の母
- 吉岡睦雄 - 眞生の担任
- 饗場詩野※[33] - 眞生の母
- 川村瑠泉、高木龍之介、内山そうた - 眞生の同級生
- 小橋めぐみ - 礼の母 千尋[34]
- 生越千晴 - 2035年の礼
- 斎藤安里奈ダイアナ※[35] - 2035年のギュナイ
- メロディー・チューバック※[36] - 2035年のソニア
- 千葉一磨※[37] - 2035年の悠真
- 大槻修治 - 2085年の悠真
- 高木三四郎○[38] - 紅緒の父
- 秋山恵○[39] - 紅緒の母
- 田口華 - 紅緒の姉
- 岩井七世※[40] - 紅緒の担任 サトウ先生[41]
- マイ（演：鈴木琉那） - ソニアの同級生
- ショウ（演：入江環太） - 同上
- 片関聡子（演：三坂知絵子） - 別荘の管理人
- 林田保（演：田中理来※[42]） - 劇団員
- 有沢めぐみ（演：鈴川琴音） - 劇団員
- 大河原耕造（演：荒川大三朗） - 劇団員
- 鉄心[43]（演：角田明彦 ）- 芹奈の祖父
- ダブル（演：矢野まなみ） - デンリキで生み出された芹奈の分身
- バク太郎（演：大水洋介 (ラバーガール)○[44]）- 照太とコンビを組んだ芸人
- 飛長飛男（演：飛永翼 (ラバーガール)○[45]）- テレビ番組「爆笑オワライブ」のプロデューサー
- ソト子（演：崎乃奏音） - バク太郎の彼女
- 浜崎容子（アーバンギャルド）○[46] - テレビ番組「容子の部屋」の司会
- 飯島緋梨※[47] - テレビ番組「お笑い新人王決定戦」のリポーター兼司会
- 松永天馬（アーバンギャルド）○[48] - 清掃員
- シュン（演：川村瑠泉） - 元太の幼馴染み
- サヤカ（演：五味未知子） - 文具店のアルバイト
- 森像太郎（演：五頭岳夫） - 生物学者
- 葉山いくみ − ゆらの母
- バッケ（声：宮田幸季○[49]）- ゆらのデンリキで言葉を話せるようになったバケツ
- カリン（演：篠原麻里※[50]） - ゆらが出会ったドラマー
- 茂木淳一○[51]　- 「ダンス・オブ・スカイ」の大会の実況者
- 亀（声：諏訪結衣） - 眞生のペット
- 寺十吾 - 眞生が訪れた動物病院の院長
- 本多晋 - 公園で眞生と会話した男性
- 高橋佳代 - スーパーの女性
- 和田まんじゅう（ネルソンズ） - ギュナイの学校の用務員
- 髙橋郁哉※[52] - ピーター・パン
- 吉田メタル○[53] - フック船長
- ぶう（えんそく）- 「一休さん」の将軍様
- 吉岡睦雄、折笠慎也 - ダンサー
- 鈴木真之介 - 洋菓子店「カゲヤマ亭」の店主
- 高橋英希 - レストラン「ビストロかげやま」の店主
- 広川ミサト（演：くれ みわ） - 「ビストロかげやま」の店主の彼女
- 土居加代子（演：島かおり / 宮崎紬（幼少期））- ゆらと紅緒が出会った、たい焼きを買いに来ていた女性
- 竹子（演：伊藤翠）- 加代子の旧友

電空リサーチのゲスト
- ニンジャＨＩＲＯＫＩ
- 曽山一寿
- じーさん（声：中村大樹）
- 斎藤孝
- 夏井いつき○[54]
- 儀間太久実
- HANDSIGN
- 山本晶子
- 片桐仁
- ニック（地球人ズ）
- なかたにもとこ
- ゴスペラーズ
- アイクぬわら（超新塾）
- 生山ヒジキ
- 篠宮暁（オジンオズボーン）
- 喜矢武豊（ゴールデンボンバー）
- フワちゃん
- 甚川浩志
- 佐藤彩香
- 藤原麻里菜○[55]
- かとう唯
- 原愛梨
- キャイ〜ン○[56]
- オクショウ
- LiLiCo○[57]
- 上白石萌歌
- 岡崎体育○[58]
- 神田山緑
- 高岸宏行（ティモンディ）
- 頓花聖太郎
- 笠原拓巳※ [59]

その他のゲスト
- きむ（インディアンス）○[60] − 田渕エンジの相方で、超大阪で生じたバグの被害者
- 井手上漠 - バリバラ〜障害者情報バラエティー〜とのコラボレーションで出演
- Gacharic Spin
- 新海岳人
- 木村昴[61]
- チコちゃん（声：木村祐一）- 「チコちゃんに叱られる!」とのコラボレーションで出演

### 2021年度
放送期間
- 2021年4月5日 - 2022年3月31日

エンジ
- ANZEN漫才
  - みやぞん（月 - 水曜日司会）
- チャンカワイ（Wエンジン）○
- 小島よしお○
- 田渕章裕（インディアンス）○
- 霜降り明星
  - せいや
  - 粗品
- 山田ルイ53世（髭男爵）
- かまいたち
  - 濱家隆一
  - 山内健司
- 和牛
  - 川西賢志郎
  - 水田信二
- カミナリ
  - 石田たくみ
  - 竹内まなぶ
- 安藤なつ（メイプル超合金）
- 津田篤宏（ダイアン）

木曜日司会
- 向井慧（パンサー）○ - 支配人
- ロン・モンロウ - モンロウ重工CEO
- 高橋メアリージュン○
- ぺこぱ - ペコパリオンズ
  - シュウペイ - シュウペイ
  - 松陰寺太勇 - ショウインジ

てれび戦士
- 梅田芹奈（中学2年生）
- 溝口元太（中学2年生）
- 阿比留照太（中学1年生）
- ギュナイ滝美（中学1年生）
- 坂上悠真（中学1年生）
- マウスソニア（中学1年生）
- 稲毛眞生（小学6年生）
- 大谷紅緒（小学6年生）
- 筧礼（小学6年生）
- 勅使河原空（小学6年生）
- 布施麻理亜（小学6年生）
- 松尾そのま（小学5年生）
- 香月萌衣（小学4年生）[62]

CGキャラクター
- 電空のAI
  - あどミン（声：新谷真弓○）
- 電キャ
  - 悠真の電キャ（声：宮瀬尚也）
  - 空の電キャ（声：佐久間元輝）
  - 麻里亜の電キャ（声：武田華）
  - 萌衣の電キャ（声：井澤詩織）
  - 元太の電キャ(声：金田朋子○[63]）
  - ソニアの電キャ（声：高橋ミナミ）
  - 紅緒の電キャ（声：山崎バニラ）
  - 芹奈の電キャ（声：戸田めぐみ）
  - 礼の電キャ （声：朝日奈丸佳）
  - ギュナイの電キャ（声：下屋則子）
  - 照太の電キャ（声：相羽あいな）
  - 眞生の電キャ（声：斎賀みつき）
  - そのまの電キャ（声：早見沙織）
- 雷キャ
  - 風花の雷キャ（声：飯田里穂※[64]）
  - ライデェン（声：子安武人○[65]）- 桜川が子供時代に描いたゲームのキャラクターが実体化したもの
- 電空の住人
  - マネソン（声：佐々木啓夫） - 超ひらめき研究所の住人
  - デンズニー（声：園部啓一○[66]） - 超アニメーションスタジオの住人
  - デコ・チャネル、モデルさん（声：赤﨑千夏） - 超ファッションシティの住人
  - コロ、船員（声：羽多野渉）　- 超ロマンスター号の乗組員
  - おちょやん、あまちゃん、トキコーン（声：柚木涼香○[67]） - 超朝ドラシティの住人
  - ジョデンニ、学者（声：神尾晋一郎） - 超銀河鉄道の住人
  - レフト兄妹（アニ、イモウト）（声：青山玲菜） - 超レフト飛行場の管理人
  - ツルンカーメン、デンジー・ジョーンズ（声：金光宣明） - 超ピラミッドの住人
  - 市長、デンクシー（声：ランズベリー・アーサー○[68]） - 超アートシティの住人
  - デンナー、ムスコ（声：森千晃○[69]） - 超診療所の住人
  - デナン・コイル、ワトムラ（声：小田柿悠太）- 超ミステリートレインの乗客
  - キャプテン・レモ（声：大久保瑠美◯ [70]）- 潜水艇デンジラス号の船長
  - タコ美（声：大久保瑠美◯） - キャプテン・レモのペットである、超深海に住むタコ
  - デンブル（声：川島得愛◯ [71]）- 電空の昆虫博士

電空物語
- 江原風花（小学5年生） - 坂上風花（悠真の妹）
- 前田公輝※[31] - 桜川春一郎
- 茂木淳一○　- 「ダンス・オブ・スカイ」の大会の実況者
- NOPPO - クリプトオンズ
- 吉岡睦雄 - 文具店の主人
- 小橋めぐみ - 礼の母 千尋
- 高木三四郎○[38] - 紅緒の父
- 秋山恵○[39] - 紅緒の母
- 岩井七世※[40] - 紅緒の担任 サトウ先生
- 茂木淳一○
- まみ（演：玉城理桜）- 麻理亜の旧友
- 京牟田采姫、川守田花恋、高丸えみり - 麻理亜のクラスメイト
- トクマル（演：金子鈴幸） - 萌衣のデンリキでカードから実体化した足軽
- 寺十吾 - 元太の父
- 山田キヌヲ - 元太の母
- 和久井仁 - 昭和の世界に現れる、オーボエを吹く男性
- やっちゃん（演：土田諒） - 昭和時代の少年で、少年時代の元太の父
- かずき（演：川口和空） - 元太の同級生
- 小川麻琴 - ソニアの母
- 久住健斗※[72]、辻晴仁※[73] - ソニアの先輩
- ラッキー（演：アナベル・メイ） - ソニアが出会った外国人女性
- ミキ（演：森美理愛）- 紅緒の同級生
- 高木龍之介、築地ひより - 紅緒の同級生
- 成島悠介（演：矢部昌暉※[74]）- 芹奈の学校に赴任してきた教育実習生
- 鎮西寿々歌※[75] - 成島の家を訪れた女性
- 山本周平（アスタリスク） - 礼の父
- 清水誠（演：土屋壮）- 礼の家に来た男性家庭教師
- 後藤美佐子（演：安齊舞※[76]）- 礼の家に来た女性家庭教師
- 遠藤先生（演：もう中学生）-「映画を作る部」の顧問をしている男性教員
- 館山（演：古舘緩樹）-「映画を作る部」の部長
- 桜庭（演：坂井心）-「映画を作る部」の副部長
- 足立詩子（演：松尾瑠莉）- 「映画を作る部」の部員
- ノボル（演：瀬下豊（天竺鼠））- 照太の父
- アカリ（演：枝元萌○[77]）- 照太の母
- ミリン（演：増田笑理）、チリペッパー（演：今里真）、ローズマリー（演：藤本静）- 照太の家に住み着いていた小人の一家
- 鈴木ひろみ - そのまの祖母
- 道場（演：梅垣然太） - 料理研究家の少年
- 古代文明（演：マツモトクラブ） - 月刊「モー」の編集長
- 中村あやの※[78] - 桜川が訪れた家電量販店の店員
- 中村有沙※[79] - ロンの秘書
- チャド・イアン・マレーン◯ [80] - バードウォッチャー
- カイ（演：岡島遼太郎）- 空の兄
- ハナ（演：木村日鞠）- 空の妹
- タカシ（演：テイ龍進）- 空の父
- クミコ（演：小林麻子）- 空の母
- ヨリ（演：稲川実代子 ）- 空の祖母
- 中里萌※[81] - 眞生が通う学校の理科教師
- 伊藤和志（演：伊東一人）- 眞生が通う学校の体育教師
- 織田信長（声：木村昴）- 萌衣のデンリキで呼び出された武将
- 松村邦洋 - 萌衣の父
- 田中小春（演：中村守里）- 折り紙教室に通う女子
- 藤原（演：岡部尚）- 折り紙教室の講師
- 大野遥斗　- そのまの同級生
- 猫元先生（演： まりゑ ）- そのまが通う学校の図書館の先生
- 杉山ひこひこ、荒岡流星　- 黒服の男2人組
- 藍染カレン、西井万理那○[82] - 女性ヤンキー
- 齋藤優真 - 幼い頃の桜川

電空リサーチのゲスト
- 兼光タカシ（プラス・マイナス） - フリーザ
- 武井壮○[83]
- 川本竜史
- 田丸雅智
- 石原良純
- 洲崎綾
- 波房克典
- パンク町田
- PUNPEE
- 宮崎吾朗
- 市岡元気
- 千原せいじ
- イーヴィー・マクドナルド - 「ファースト・デイ わたしはハナ!」とのコラボレーションで出演
- 須貝駿貴
- 山本祥彰
- 渡辺航平
- BLACK
- 高木晋哉（ジョイマン）
- COWCOW
- カメントツ
- スーパー・ササダンゴ・マシン
- 岡田結実※[84]、ケビン（Kevin's English Room） - 連続テレビ小説「カムカムエヴリバディ」とのコラボレーションで出演
- 伊藤佑介○[85]
- YUUTAROU
- 渡辺健太
- あっこゴリラ
- 平野レミ

その他のゲスト
- ヒゲじい（声：龍田直樹○ [86]）- 「ダーウィンが来た!」とのコラボレーションで出演
- 矢部昌暉※、伊倉愛美※、長江崚行※、千葉一磨※ - 電空アリーナ生放送のゲスト[87]
- 井手上漠 - 「ファースト・デイ わたしはハナ!」とのコラボレーションで出演
- 清原果耶、浜野謙太 - 電空SOS生放送の助っ人（連続テレビ小説「おかえりモネ」とのコラボレーションで出演）
- 佐藤健 - 天てれスペシャルドラマ「モテたいゲンタ,ものがたり」にて、元太のインタビュー相手として出演
- 神尾晋一郎 - 「世界はほしいモノにあふれてる 〜旅するバイヤー極上リスト〜」とのコラボレーションで出演
- 谷本道哉 - 「みんなで筋肉体操」とのコラボレーションで出演
- アオ（演：神木隆之介）、キイ（演：二階堂ふみ） - 「ひろがれ！いろとりどり」とのコラボレーションで出演
- ぬっしー（声：伊東健人○[88]）- 「沼にハマってきいてみた」とのコラボレーションで出演
- 高橋一生、飯豊まりえ、小沢一敬（スピードワゴン）○[89] - ドラマ「岸辺露伴は動かない」とのコラボレーションで出演
- 忽那賢志、相樂直子、竹田忠、小野文惠 - 新型コロナウイルスに関する特別企画の生放送にて出演
- 長谷川あかり※[90]　- 茶の間戦士感謝祭の企画で出演

### 2022年度
放送期間
- 2022年4月4日 - 2023年3月29日

エンジ
- ANZEN漫才
  - みやぞん（月 - 水曜日司会）
- チャンカワイ（Wエンジン）○
- 小島よしお○
- 田渕章裕（インディアンス）○
- 霜降り明星
  - せいや
  - 粗品
- 山田ルイ53世（髭男爵）
- マヂカルラブリー
  - 野田クリスタル
  - 村上
- 和牛
  - 川西賢志郎
  - 水田信二
- カミナリ
  - 石田たくみ
  - 竹内まなぶ
- 安藤なつ（メイプル超合金）
- 津田篤宏（ダイアン）
- 後藤拓実（四千頭身）

木曜日司会
- 向井慧（パンサー）○ - 支配人
- ロン・モンロウ - モンロウ重工CEO
- ぺこぱ - ペコパリオンズ
  - シュウペイ - シュウペイ
  - 松陰寺太勇 - ショウインジ

てれび戦士
- 阿比留照太（中学2年生）
- ギュナイ滝美（中学2年生）
- 坂上悠真（中学2年生）
- マウスソニア（中学2年生）
- 稲毛眞生（中学1年生）
- 大谷紅緒（中学1年生）
- 筧礼（中学1年生）
- 勅使河原空（中学1年生）
- 布施麻理亜（中学1年生）
- 大野遥斗(小学6年生) [91]
- 松尾そのま（小学6年生）
- 丸山煌翔(小学6年生) [92]
- 盛武美音(小学6年生) [92]
- 香月萌衣（小学5年生）

CGキャラクター
- 電空のAI
  - あどミン（声：新谷真弓○）
  - くろミン（声：新谷真弓）- ダークAI
- 電キャ
  - オリオン（声：宮瀬尚也）- 悠真の電キャ
  - シエル（声：佐久間元輝）- 空の電キャ
  - ジェイジェイ（声：武田華）- 麻里亜の電キャ
  - ぐり丸（声：井澤詩織）- 萌衣の電キャ
  - ジャッキー（声：高橋ミナミ）- ソニアの電キャ
  - ひらり（声：山崎バニラ）- 紅緒の電キャ
  - ぽんきち （声：朝日奈丸佳）- 礼の電キャ
  - ラブリム（声：下屋則子）- ギュナイの電キャ
  - カイトン （声：相羽あいな）-照太の電キャ
  - アロヤマ（声：斎賀みつき）- 眞生の電キャ
  - アミュレット（声：早見沙織）- そのまの電キャ
  - ピョンキー（声：大久保瑠美）- ゆらの電キャ
- 雷キャ
  - ライデェン（声：子安武人○） - 桜川の雷キャ[93]
  - メラ（声：大地葉）- 美音の雷キャ
  - ソレイユ（声：川島零士）- 遥斗の雷キャ
  - パオウ（声：千葉繁）- 煌翔の雷キャ
  - モモチー（声：飯田里穂）- 風花の雷キャ
- 電空の住人
  - デコレーヌ（演：古賀葵）- スイーツ研究所の住人
  - デンキン（声：鵜澤正太郎）- 電空の動画配信者
  - にぎろう、ツナキチ（声：米内佑希）- 超マグロ研究所の住人
  - デンタル（声：比留間俊哉）- 電空の歯科医
  - オリヒメックス、ヒコボシックス（声：植竹香奈）- 電空の織姫と彦星
  - ズートン（声：関山美沙紀）- 電空サファリパークの園長
  - ケッシー（声：大井麻利衣）- 電空消防署の署長
  - レンサイ（演：白石兼斗）- 週刊デンクーの編集者
  - デンイチ（演：三宅健太）- 電空を走る蒸気機関車
- その他
  - 電デビル（声：中井美琴）- 電空のバグ
  - アーカイブ星（声：中尾隆聖）- 自我を持ってしまった電空の星

電空物語
- 前田公輝※ - 桜川春一郎
- 江原風花（小学6年生） - 坂上風花（悠真の妹）
- 猫元先生（演： まりゑ ）- そのまが通う学校の図書館の先生
- 嶋田久作 - 和尚
- 小橋めぐみ - 礼の母 千尋
- タカオ（演：木村優来）- 礼の従兄弟
- スズメ（演：河村梓月）- 礼の従姉妹
- 蓬萊照子 - 礼の祖母
- アタック（演：アタック西本(ジェラードン)）- 占い師
- かみちぃ（演：かみちぃ(ジェラードン)）- 占い師アタックのアシスタント
- 舩附純白、爲我井希　- 月刊「モー」のイベントに来ていた少女
- 佐々木ゆら※[94] - 以前電空保護に携わった元てれび戦士(2020年度のゆらその人)
- 藍染カレン - 女性ヤンキー(2021年度で風花と会っていたヤンキーその人)
- 齋藤優真 - 幼い頃の桜川(映像は2021年度の流用)

その他ゲスト
- バーンズ勇気※[52]
- 飯田里穂※[95]
- 矢野了平
- 雨宮国広
- ホリ
- 長江崚行※[75]
- 高木ハツ江（声：佐久間レイ）- 「きょうの料理ビギナーズ」とのコラボレーションで出演
- 岡田結実※[84]
- 石田明（NON STYLE）
- カズレーザー（メイプル超合金）
- 小室哲哉 - 自身が作詞作曲したMTKが発表された木曜生放送およびMTK密着企画に出演
- 杉山兄弟○[96]
- が〜まるちょばHIRO-PON
- まりこふん
- RIEHATA
- 柴山元彦
- 松原聰
- 阿依アヒマディ
- 林家ぺー
- 林家パー子
- 東京スカパラダイスオーケストラ
- 前田公輝※、伊倉愛美※、飯田里穂※、笠原拓巳※ [97]
- 千葉新、新井菜月 - 「クイズ!あなたは小学5年生より賢いの？」とのコラボレーション企画で出演
- 大沢あかね※、中田あすみ※、中村嘉惟人※、ソーズビー※ [98]

## 天才てれびくん（通算第8作）

### 2023年度
放送期間
- 2023年4月3日 - 2024年3月28日

ジオビー
- ティモンディ（司会）
  - 前田裕太（ジオ前田）
  - 高岸宏行（ジオ高岸）
- チャンカワイ（Wエンジン）
- 小島よしお
- インディアンス
  - 田淵章裕
  - きむ
- 霜降り明星
  - せいや
  - 粗品
- マヂカルラブリー
  - 野田クリスタル
  - 村上
- 和牛
  - 川西賢志郎
  - 水田信二
- 荒川（エルフ）
- 東京ホテイソン
  - ショーゴ
  - たける
- なすなかにし
  - 那須晃行
  - 中西茂樹
- あんり（ぼる塾）

てれび戦士
- 稲毛眞生（中学2年生）
- 筧礼（中学2年生）
- 新井琉月（中学1年生）
- 小久保向一朗（中学1年生）
- 松尾そのま（中学1年生）
- 丸山煌翔（中学1年生）
- 盛武美音（中学1年生）
- 池村咲良（小学6年生）
- 江口慶（小学6年生）
- 香月萌衣（小学6年生）
- 今野斗葵（小学6年生）
- 大野冴姫（小学5年生）
- 金児莉良（小学5年生）
- シェパード龍アーサー（小学5年生）
- 渡辺大馳（小学5年生）
- ポン璃菜アメリー（小学4年生）
- 廣末裕理（小学3年生）

ジオノコ（CGキャラクター）
- ゴロン（声：伊瀬茉莉也）- 石のジオノコ
- メラメラ（声：山根綺）- 火のジオノコ
- ポタ（声：矢部太郎）- 水のジオノコ
- モク（声：竹内良太）- 木のジオノコ
- ソヨ（声：井口裕香）- 風のジオノコ

モノノ家
- モノバア（声：清水ミチコ）
- 臼井愛理（小学6年生） - モノコ
- 上野勇希 - モノオ
- 岩井ジョニ男（イワイガワ） - ガラクタ博士
- 蛙亭 - カエルテイ
  - イワクラ
  - 中野周平

エナジーマスター
- 王林 - オウリン先生

30周年コーナーMC
- DJ KOO（TRF）

物語のゲスト
- 和田琢磨 - カフェのマスター
- あさひ（ダニエルズ）- 花咲町立大小中学校の教師
- 鎮目のどか - 慶に救出された煎餅屋の店員
- 電脳戦士デンリキマン（演：中村嘉惟人）- トアが好きな特撮ヒーロー
- 安藤馳隼 - 幼い頃の斗葵
- 菊タロー - ラーメン屋の店主
- KAZMA SAKAMOTO - ラーメン屋の店員
- 伊藤陽佑 - 粗大ゴミセンターの従業員
- 野村信次 - 美音に救出されたコンビニの店長
- 大内ライダー - 眞生に救出された会社員

30周年コーナーゲスト（※が付いているものは過去のてれび戦士または天てれシリーズに出演経験のある人物。また過去映像による出演でも番組表やテロップに記載がある場合はここに記す。）
- 生田斗真※ [50]
- 小野伸二
- ジェニファー・ペリマン※（過去映像）[50]
- TIM※ [99]
- 山元竜一※（過去映像）[100]
- 長江崚行※
- 出川哲朗※
- 岡田結実※
- 酒井宏樹
- ウエンツ瑛士※
- 大沢あかね※
- 小関裕太※
- 笠原拓巳※
- 千葉一磨※
- ガチャピン
- ムック
- 鎮西寿々歌※
- 岩井七世※
- 鈴木あきえ※

その他のゲスト
- 中澤佑二
- 横尾渉（Kis-My-Ft2）
- 長谷川あかり※
- 田中史郎
- 市岡元気
- レジェンド松下
- サンシャイン池崎
- 梅田サイファー
- THUNDERCAT
- 中村佳穂
- Louis Cole
- 平沢あくび
- 延命杏咲実※
- 小林よしひさ
- 小野賢章
- 尼神インター渚
- 大谷紅緒※（過去映像）
- 頓花聖太郎

### 2024年度
放送期間
- 2024年4月1日 - 2025年3月27日

ジオビー
- ティモンディ（司会）
  - 前田裕太（ジオ前田）
  - 高岸宏行（ジオ高岸）
- 霜降り明星
  - せいや
  - 粗品
- 蛙亭 - カエルテイ（モノノ家より移籍）
  - イワクラ
  - 中野周平

てれび戦士
- 新井琉月（中学2年生）
- 松尾そのま（中学2年生）
- 丸山煌翔（中学2年生）
- 盛武美音（中学2年生）
- 池村咲良（中学1年生）
- 江口慶（中学1年生）
- 太田帯行（中学1年生）
- 香月萌衣（中学1年生）
- ヌワエメジョシュア（中学1年生）
- 大野冴姫（小学6年生）
- 金児莉良（小学6年生）
- ハフォード健汰朗（小学6年生）
- 渡辺大馳（小学6年生）
- 寺尾佳之助（小学5年生）
- ポン璃菜アメリー（小学5年生）
- 廣末裕理（小学4年生）

ジオノコ（CGキャラクター）
- ゴロン（声：伊瀬茉莉也）- 石のジオノコ
- メラメラ（声：山根綺）- 火のジオノコ
- ポタ（声：矢部太郎）- 水のジオノコ
- モク（声：竹内良太）- 木のジオノコ
- ソヨ（声：井口裕香）- 風のジオノコ

歯車家
- アンジェラ芽衣 - ヤマバ
- グルグル（声：茶風林）
- 岩井ジョニ男（イワイガワ） - ガラクタ博士（モノノ家より移籍）
- ジェラードン
  - かみちぃ（ギヤーかみちぃ）
  - アタック西本（ギヤー西本）
- オダウエダ
  - 小田結希（ギヤー小田）
  - 植田紫帆（ギヤー植田）

エナジーマスター
- 王林 - オウリン先生

バトルマスター
- ヒコロヒー

物語のゲスト
- 和田琢磨 - カフェのマスター
- ズビー（演：ソーズビー・キャメロン）- 冴姫と美音が通うバレエ教室の先生
- 佳之助に救出された清掃員（演：松永天馬）
- 栗谷悟史 -　ジョシュアと莉良に救出されたバスケ部の顧問
- 岩井七世 - マスタカフェに来店していた女性
- あぁ〜しらき　- アキラに歯車化された女性
- 上岡沙彩（演：上岡沙彩）-　慶のファンである茶の間戦士

コーナーのゲスト
- 那須川天心
- 八村阿蓮
- 狩野英孝
- 石若駿
- ハラミちゃん
- ワンワン(いないいないばあっ！からのゲスト)
- デキナイヲデキルマン（演：加藤諒）(で〜きた！からのゲスト）

### 2025年度
放送期間
- 2025年3月31日 -

ジオビー
- ティモンディ（司会）
  - 前田裕太（ジオ前田）
  - 高岸宏行（ジオ高岸）
- 霜降り明星
  - せいや
  - 粗品
- 蛙亭 - カエルテイ
  - イワクラ
  - 中野周平
- ナ酒渚

てれび戦士
- 池村咲良（中学2年生）
- 太田帯行（中学2年生）
- 香月萌衣（中学2年生）
- ヌワエメジョシュア（中学2年生）
- 大野冴姫（中学1年生）
- 金児莉良（中学1年生）
- ハフォード健汰朗（中学1年生）
- 渡辺大馳（中学1年生）
- 寺尾佳之助（小学6年生）
- 照井紫乃（小学6年生）
- 中村幹太（小学6年生）
- ポン璃菜アメリー（小学6年生）
- 浅沼心（小学5年生）
- 平岡嘉人（小学5年生）
- 廣末裕理（小学5年生）
- 清水瞳（小学4年生）
- 中嶋スミレ（小学4年生）

ジオノコ（CGキャラクター）
- ゴロン（声：伊瀬茉莉也）- 石のジオノコ
- メラメラ（声：山根綺）- 火のジオノコ
- ポタ（声：矢部太郎）- 水のジオノコ
- モク（声：竹内良太）- 木のジオノコ
- ソヨ（声：井口裕香）- 風のジオノコ

ガラクタ家
- 松田岳 - デブリ
- 鎌田英怜奈 - ガラミ
- 岩井ジョニ男（イワイガワ） - ガラクタ博士（歯車家より移籍）

エナジーマスター
- 王林 - オウリン先生

物語のゲスト
- 和田琢磨 - カフェのマスター
- デブリにロックされた清掃員（演：松永天馬）
- 瞳に救出された、咲良が訪れた理髪店の店長（演：藤澤涼架(Mrs. GREEN APPLE)）

コーナーのゲスト
- アンミカ
- 大森元貴（Mrs. GREEN APPLE）
- 今田美桜
- 北村匠海